# Wade Legge
Pour les articles homonymes, voir Legge.
Wade Legge, né le 4 février 1934 et mort le 15 août 1963, est un pianiste américain de jazz.

## Carrière musicale
Legge naît à Huntington puis grandit à Buffalo auprès de parents pianistes. Davantage attiré dans sa jeunesse par la contrebasse que par le piano, c'est à la contrebasse qu'il attire l'attention du vibraphoniste Milt Jackson, qui le recommande en 1951 au trompettiste Dizzy Gillespie. Gillespie l'engage et l'incite peu de temps après à se mettre au piano. Legge est membre de l'ensemble de Gillespie de 1952 à 1954. À cette période il reçoit l'autorisation d'enregistrer une séance à Paris en tant que leader du groupe The Wade Legge Trio, accompagné par Lou Hackney à la contrebasse et Al Jones à la batterie.
À la suite de son contrat avec Gillespie, Legge déménage à New York et y joue en indépendant. Il joue d'abord dans l'orchestre dirigé par Johnny Richards et enchaîne de nombreuses collaborations avec des hard boppers comme Charles Mingus, Sonny Rollins, Donald Byrd, Joe Roland, Bill Hardman, Pepper Adams, Jimmy Knepper et Jimmy Cleveland. Legge est l'un des trois pianistes ayant enregistré en 1957 en tant que membre du groupe Gryce/Byrd Jazz Lab Quintets. Il apparaît sur plus de 50 enregistrements avant de se retirer à Buffalo en 1959. Il décède en 1963 à l'âge de 29 ans.
L'auteur Roland Guillon indique que Legge possède un jeu qui est fortement influencé par celui de Bud Powell, « par son attaque et sa vivacité »,. Il ajoute que le « pianiste reste fortement ancré dans les fondements du gospel », ce qui peut expliquer sa collaboration avec Charles Mingus en particulier sur les soli Blue Cee et Reincarnation of a love bird sur l'album The Clown.

## Discographie
En leader
| Enregistrement | Nom de l'album       | Label et notes.                                                                            |
| -------------- | -------------------- | ------------------------------------------------------------------------------------------ |
| 1953           | New Faces-New Sounds | Blue Note Records. Album paru en France avec le titre Wade Legge Trio sous le label Vogue. |

Collaborations (discographie sélective)
| Leader          | Enregistrement | Nom de l'album                                | Label            |
| --------------- | -------------- | --------------------------------------------- | ---------------- |
| Dizzy Gillespie | 1952-53        | Dizzy Gillespie in Paris                      | RCA.             |
| Dizzy Gillespie | 1953-54        | Diz and Getz                                  | Verve            |
| Dizzy Gillespie | 1954           | Afro                                          | Norgran          |
| Jimmy Cleveland | 1955           | Introducing Jimmy Cleveland and His All Stars | EmArcy Records   |
| Milt Jackson    | 1955           | Roll 'Em Bags                                 | Savoy            |
| Sonny Rollins   | 1956           | Rollins Plays for Bird                        | Prestige Records |
| Sonny Rollins   | 1956           | Sonny Boy                                     | Prestige Records |
| Charles Mingus  | 1957           | The Clown                                     | Atlantic Records |
| Jackie McLean   | 1957           | Alto Madness                                  | Prestige Records |
| Gigi Gryce      | 1957           | Gigi Gryce and the Jazz Lab Quintet           | Riverside        |